# 1838 год в науке
В 1838 году произошли следующие события в области науки:

## События
- Фридрих Бессель вычислил точное расстояние до звезды 61 Лебедя, используя параллакс[1]. Вскоре после этого Томас Хендерсон объявил о точном определении расстояния до α Центавра, а Василий Струве — до Веги.
- Петер Ганзен опубликовал работу «Новые основания исследования истинной орбиты, описываемой Луной» (лат. «Fundamenta nova investigationis orbitae verae quam luna perlustrat»).
- Борис Якоби открыл гальванопластику, положив начало целому направлению прикладной электрохимии[2].
- Павел Аносов разработал метод технологии производства булатной стали[3].

## Родились
- 5 января — Камиль Жордан, математик.
- 29 января — Эдвард Морли, химик.
- 18 февраля — Эрнст Мах, австрийский физик.
- 3 марта — Джордж Хилл, американский астроном и математик.
- 11 марта — Леон Блюменсток-Хальбан, польский психиатр и педагог, доктор медицины; отец историка Альфреда Хальбана[4].
- 12 марта — Уильям Перкин (старший), английский химик.
- 12 апреля — Эрнест Сольве, бельгийский химик-технолог и предприниматель.
- 14 апреля — Карл Цеприц, немецкий математик, физик, географ.
- 21 апреля — Джон Мьюр, американский естествоиспытатель, писатель и защитник дикой природы.
- 4 июня — Джон Григг[англ.], новозеландский астроном.
- 8 июля — Фердинанд фон Цеппелин, немецкий изобретатель и военный деятель.

## Скончались
- 12 мая — Анджей Снядецкий, польский врач, биолог, химик, профессор Виленского университета.
- 5 июля — Жан Марк Гаспар Итар, французский врач.
- 21 августа — Адельберт фон Шамиссо, франко-немецкий писатель, поэт и естествоиспытатель.
- 27 сентября — Бернар Куртуа, французский химик.